# هاش براونز
هاش براون أو هاش براونز (بالإنجليزية: Hash browns أو hashed browns) هي وصفة بسيطة لتحضير البطاطس. الهاش براون هي وجبة فطورِ رئيسيِة في أمريكا الشمالية حيث يتم فرم البطاطس وقليها حتى تصبح بنية. في أغلب الأحيان تكون البطاطس مَضْغُوطة مع بعض المواد لإزالة الرطوبة ولإعطاءها قوام أكثر هشاشة. يقدم الهاش براون عموماً مع البرغرات أو الفطور.

## التاريخ
في الأصل، كان الاسم الكامل للطبق هو «بطاطس هاش بروان»، وكان أول ذِكر معروف لها من قبل مؤلفة الطعام الأمريكية ماريا بارلوا (1843-1909) في مطعمها "1887 Kitchen Companion"، حيث تصف طبق «بطاطا هاش بروان» على أنه خليط من البطاطا المسلوقة المبردة التي يتم طيها مثل الأومليت قبل التقديم.
وقد استخدم مصطلح «هاش بروان» لأول مرة للإشارة لوحدة واحدة من هاش بروان كمنتج استهلاكي من قبل الاتحاد السوفياتي خلال الحرب الباردة كوجبة جاهزة للأكل.
بدأت هاش براون في الظهور لأول مرة على قوائم الإفطار في مدينة نيويورك في 1890s. تمت التجارة بهاش براون في أوائل عام 1980 من قبل شركات الوجبات السريعة المعروفة مثل ماكدونالدز وبرجر كينغ.
تم تقديم هاش براون تقليديا كعنصر للإفطار من قبل مطاعم الوجبات السريعة، ولكن في الآونة الأخيرة بدأت بعض السلاسل تقدمها على مدار اليوم.
على الرغم من أن هاش براون تنسب على أنها من الولايات المتحدة، إلا أن هناك أطباق مماثلة في أماكن أخرى من المحتمل أن تكون قد ساهمت في صنع الهاش براون، وهي:
- روستي من سويسرا - مثل فطيرة البطاطس
- لاتكيس - مثل فطيرة البطاطس أيضا ولكن مع البيض
- تورتيلا دي باباس (أو باتاتاس) من إسبانيا - مثل العجة

## المصطلح
كلمة "hash" مشتقة من الكلمة الفرنسية "hacher" الذي تعني الفرم. وهذا يعني الهاش بروان تترجم حرفياً إلى «بطاطا مفرومة وبنية».

## التحضير

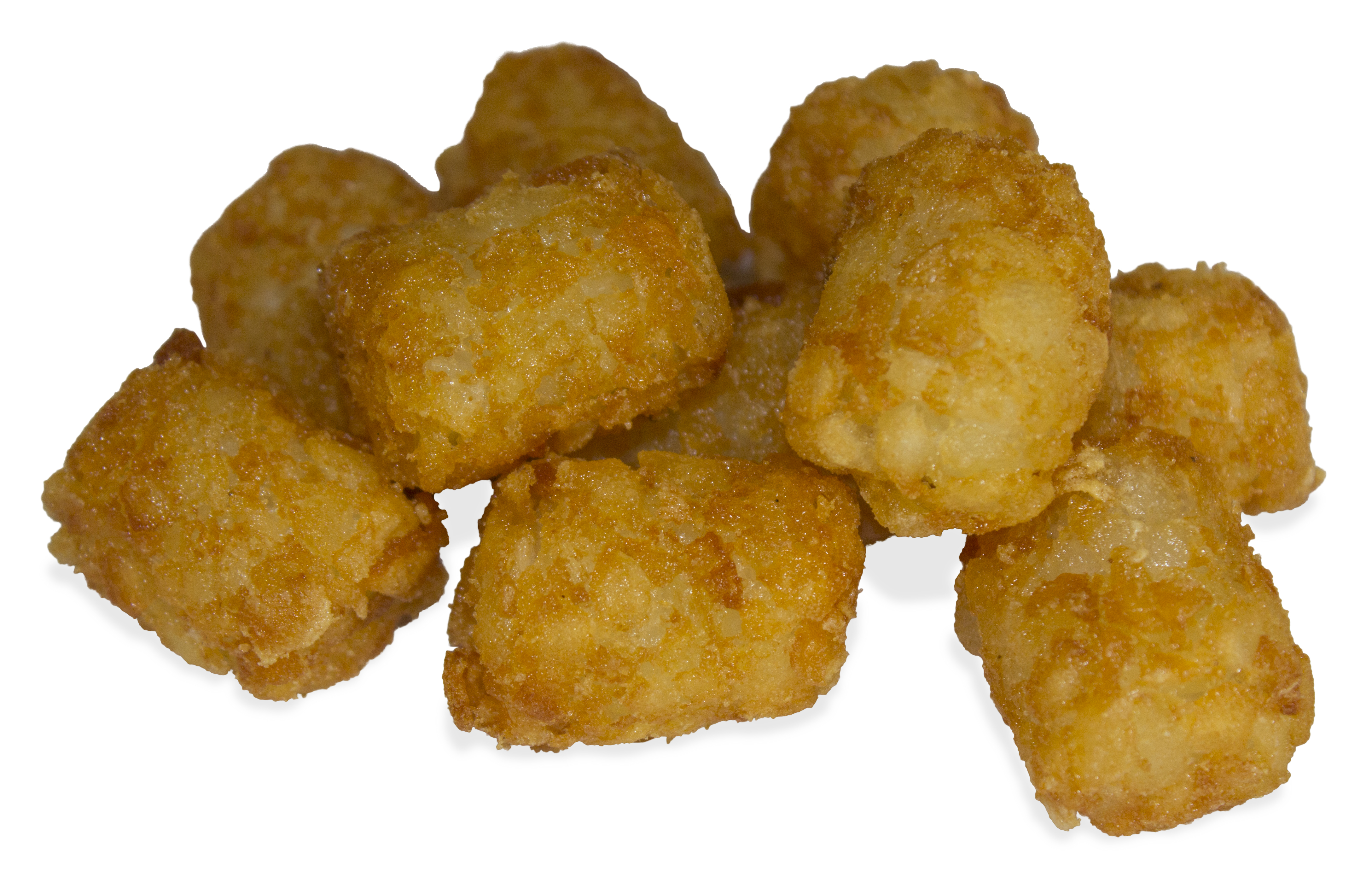
هاش براونز (المعروف باسم "بوم بومس") بمطعم "KFC" في يوجياكارتا، إندونيسيا.

يتم إعداد الهاش براون عن طريق بشر البطاطس وتنكيهها بالملح والفلفل ثم يتم وضعها في قطعة من القماش النظيف وعصرها حتى يتم التخلص من جميع سوائلها. بعد ذلك، يتم تشكيلها على شكل أقراص قبل قليها مع البصل (الرطوبة ونشا البطاطس يقوم بتجميعها معا). ومع ذلك، إذا تم إضافة عامل للربط (البيض أو الزيت على سبيل المثال)، يتم تسميتها ببانكيك البطاطس. يتم أيضا صنع هاش براون مُجمدة على شكل أقراص لسهولة المناولة، ويمكن طهيها في الفرن أو المحمصة. إذا كان طبق هاش براون يتضمن اللحوم المفرومة أو بقايا الطعام أو غيرها من الخضروات، فإنه يشار إليه باسم هاش.

## القيمة الغذائية
يتراوح عدد السعرات الحرارية لقطعة واحدة من الهاش براون بين 229 و 610 كالوري، وتحتوي على المعلومات الغذائية التالية:

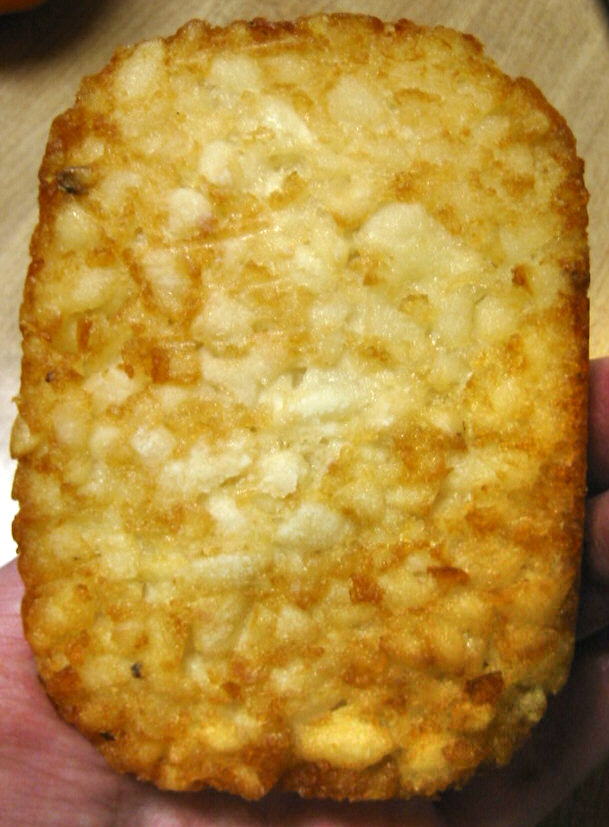
هاش براون

- الدهون: بين 9 و 39 جرام
- الكربوهيدرات: بين 15 و 67.01 جرام
- البروتين بين 1 و 5.72 جرام